# روبرت لونش
روبرت لونش (1856 - 1938 في نيوزيلندا) (بالإنجليزية: Robert Lynch)‏ هو لاعب كريكت نيوزلندي.

## وصلات خارجية
- روبرت لونش على موقع إي آس بي آن كريك إنفو (الإنجليزية)